# Dina Merhav
Dina Merhav (en hébreu : דינה מרחב), née Dina Gross le 9 mars 1936 à Vinkovci (royaume de Yougoslavie) et morte le 19 octobre 2022 à Ein Hod (district de Haïfa, Israël)[réf. non conforme], est une sculptrice israélienne,.

## Œuvres publiques
- Les Ailes de la paix[4], Parc de l'Ariana, Genève (1998)